# 蒙古人種

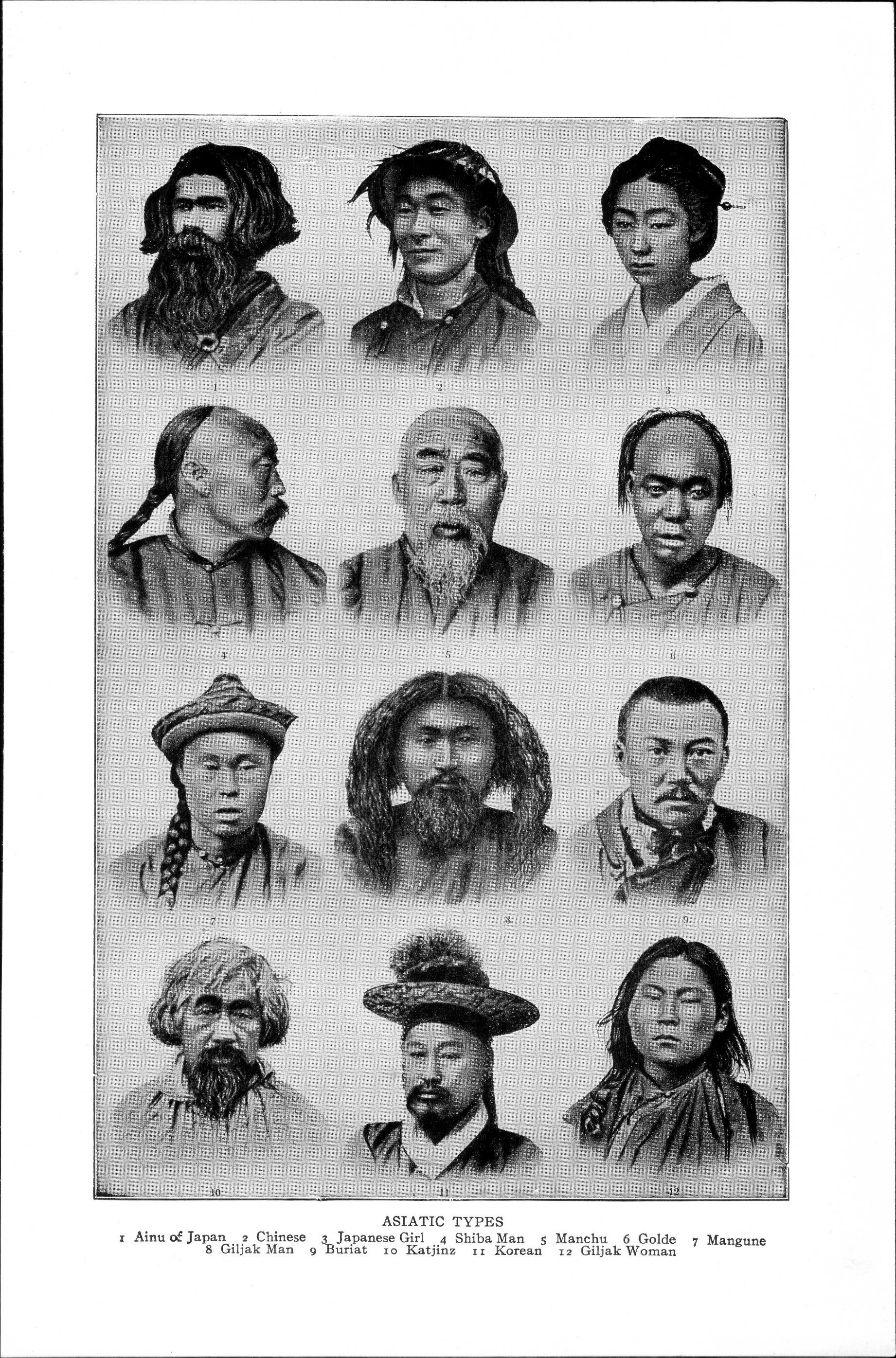
亚洲的蒙古人种肖像（1914年拍摄）

蒙古人種為一個將大部份東南亞人、波里尼西亞人和東亞人、美洲原住民劃分為單一種族的分類概念。
2019年，體質人類學權威機構美國體質人類學家協會（American Association of Physical Anthropologists）發表聲明指，歐洲的種族概念被發展成種族主義意識形態，其所造成的不平等結構（種類歧視）在過去和現代都為人類造成極大的傷害。

## “蒙古人種”概念的由来和演变

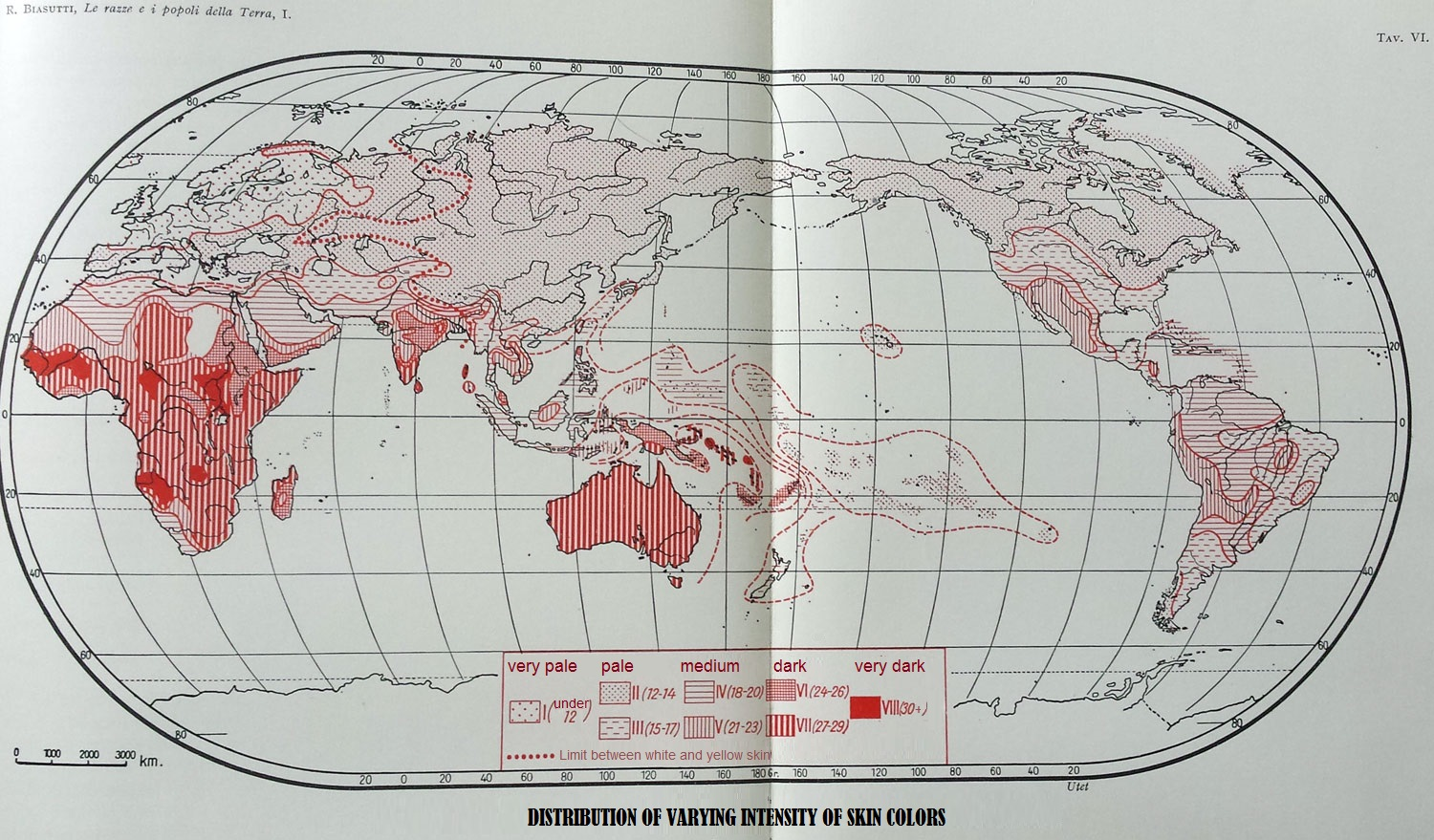
1941年的人类肤色分布图，图中所画的黄白界限两边的肤色並幾無差别。

### 起源
「Mongolians」、「Mongoloid」是歐洲人创造的分類概念，在亞洲传统上并没有这概念。由於被劃分為「蒙古人種」的族群長期被認為有黃皮膚，故又被稱為「黃種人」。但事實上，大多数东亚人的肤色与南欧人并无差别，而早期到過東方的西方人，如歐洲传教士，都将包括中国人在内的东亚人称作「白人」。而東南亞人、波利尼西亞人、美洲原住民的膚色亦和西亞、南亞人相同。在21世紀的西方社會，由於「蒙古人種」這個稱呼涉及種族歧視，故現在已改用亞洲人（Asian），或更具體的東亞人（East Asian）、東北亞人（Northeast Asian）、東南亞人（Southeast Asian）等來稱呼歐亞大陸東部的族群，並以太平洋島民（Pacific Islander）、美洲原住民（Native American ) 來稱呼波利尼西亞和美洲的族群。
遺傳學術語上，蒙古人種的概念，亦被東歐亞人這個詞彙取代，東歐亞人泛指擁有共同起源，包含東亞、東南亞人、美洲原住民、澳大利亞原住民在內的人群。
「蒙古人種」這個概念最早由哥廷根大學學者克里斯托夫·邁納斯於1785年提出，他將人類分為兩種「韃靼-高加索人種」（Tartar-Caucasians）和「蒙古人種」（Mongolians）前者優於後者，並表達淺膚色優於深膚色的“科學種族主義” 。
1795年邁納斯在哥廷根大學的同事約翰·弗里德里希·布盧門巴赫借用了蒙古人種概念，並發展成五大人種理論。儘管布盧門巴赫的五大人種概念後來引發了科學種族主義，但他的出發點卻是反種族主義的，他將所有人種劃分為同一個物種，並指出一個人種轉化為另一個人種的過程相當緩慢，因此他所提出的人種區分方法是非常之武斷的。在布盧門巴赫的概念中，蒙古人種包含所有生活鄂畢河以東、裏海到恒河流域的人口。而馬來人則為獨立的人種。而生活在亞洲以外的地區中，北美洲的愛斯基摩人，甚至連北歐的芬蘭人、薩米人亦被他歸類為蒙古人種。

### 十九世紀

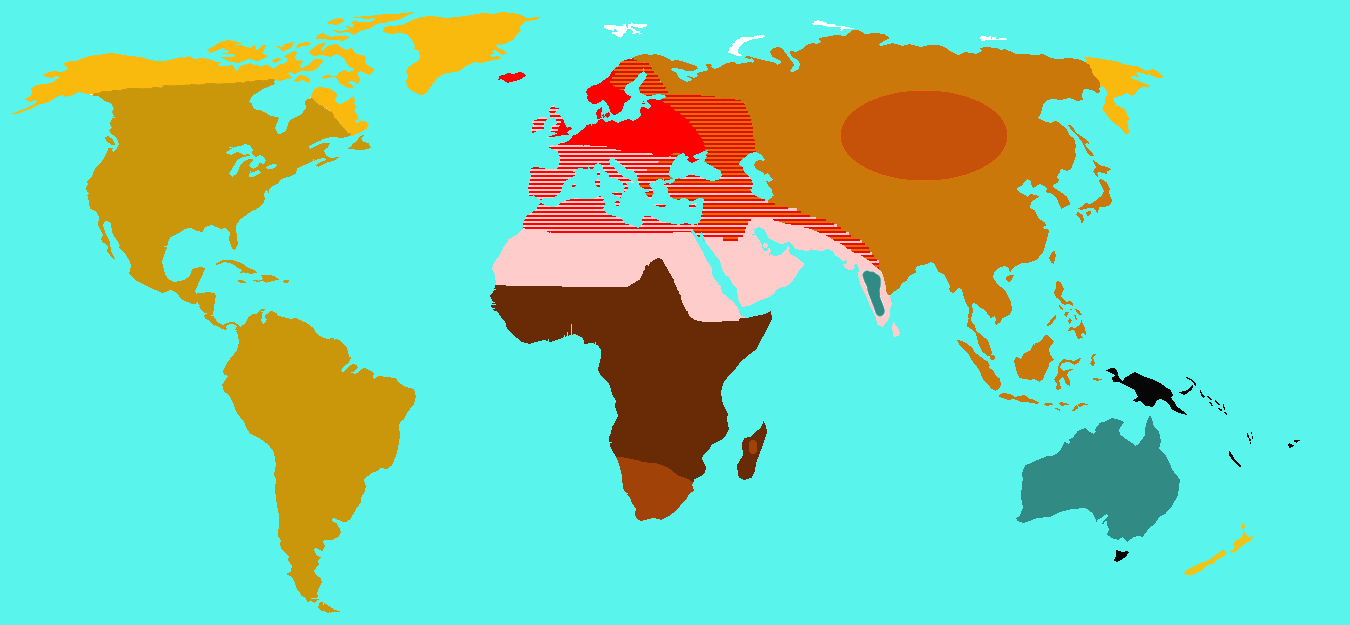
湯瑪士·亨利·赫胥黎（Thomas Henry Huxley）的種族分佈地圖（1870年）
1: 叢林人種
2: 尼格羅人種
3: 尼格利陀人種
4: 地中海人種
5: 澳大利亞人種
6: 北歐人種
7: 波利尼西亞人種
8: 蒙古人種A
8: 蒙古人種B
8: 蒙古人種C
9: 愛斯基摩人種

人類的起源在19世紀的西方引起了激烈的學術爭論，單地起源論支持者以《聖經》中亞當夏娃的故事為立論基礎，而多地起源論支持者則強調感知上的差異，因此受到白人至上主義者，尤其是美國奴隸主的歡迎。
英國生物學家托马斯·亨利·赫胥黎是一個堅實的達爾文主義者，他在1865年提出了對多地起源論支持者的觀點：「某些人想像人種是在我們發現他們的地方被創造出來...而蒙古人種則源自紅毛猩猩。」。
在19世紀，西方學術界為馬來人和美洲原住民是否應被歸類為蒙古人種發表了各式各樣的意見。例如，D. M. Warren在1856年根據蒙古人種的狹義定義而將馬來人和美洲原住民排除在外，赫胥黎和亞歷山大·溫切爾則分別在1870年和1881年將馬來人和美洲原住民歸類為蒙古人種。而在1861年，法國動物學家伊西多爾·若弗魯瓦·聖希萊爾甚至將澳大利亞原住民列為蒙古人種的一個亞種。
「蒙古人種」的定義最初與膚色無關，直到19世紀50年代，法國貴族阿蒂爾·德·戈比諾出版了一本名為《Essai sur l'inégalité des races humaines》的著作，才首次將人種以膚色分為三大類：白、黑、黃。在他定義下的「黃種人」包括所有在當時被其他學者歸類為蒙古人種的族群。戈比諾的種族論述對希特勒影響深遠。在戈比諾眼中，「白種人」地位超然，「黃種人」在體質和智力上皆平庸。
而根據邁耶百科詞典（1885-1890年）的定義，蒙古人種包括西伯利亞人、汉人、印度支那人、日本人、韓國人、藏人、緬甸人、馬來人、波利尼西亞人、毛利人、密克羅尼西亞人、愛斯基摩人和美洲原住民。

### 二十世纪
1909年，一張基於赫伯特·霍普·瑞斯利（Herbert Hope Risley）的種族劃分構想的地圖獲得發表，並將孟加拉人和奧里薩人列為蒙古-達羅毗荼人種，認為他們是蒙古人種和達羅毗荼人種的混血種族。在這之前5年，即1904年，龐南巴拉姆·阿魯納恰拉姆亦提出了類似構想，認為斯里蘭卡的僧伽羅人是蒙古人種和馬來人種的混血種族。
納粹德國體質人類學家在埃貢·弗賴赫爾·馮·埃克斯坦德特（Egon Freiherr von Eickstedt）亦採用與瑞斯利和阿魯納恰拉姆相同的分類法將尼泊爾、不丹、孟加拉、東印度、印度東北部部分地區、緬甸西部和斯里蘭卡的族群視作印度人和南蒙古人的混血種族。他同時亦將緬甸中部、雲南、西藏南部、泰國和印度部分地區的族群命名為德昂人種（以緬甸德昂族命名）。在他的定義中，斯里蘭卡人、蒙達人、緬族、克倫族、克欽族、撣族、泰族、嶺南華人都是「混了血」的德昂人種。
聯合國教科文組織在1950年發表了一個名為《種族問題》的聲明，指有鑒於種族主義為第二次世界大戰的成因之一，提議以「民族」代替「種族」。
美國人類學家卡爾頓·庫恩（Carleton S. Coon）在1961年發表了他的極具爭議的著作《種族起源》 ，他將智人分為五種：高加索人種、蒙古人種、澳大利亞人種、開普敦人種和剛果人種。庫恩的論點是，直立人本身就分為五種，然後又各自演化成智人。但由於庫恩是依循傳統體質人類學依賴形態特徵的判斷法而非以新興的遺傳學來區分人種，因此他的《種族起源》被視為快被取代的過時科學方法的苟延殘喘:249。

### 現代遺傳學
西方學者認為隨著現代遺傳學發展，舊有的種族概念在生物學範疇已變得站不住腳，這些分類對遺傳學研究一點用處也沒有，他們既不認同傳統的種族分類方法，亦不同意目前的種族數目，這個概念的某些支持者甚至還提議人種起碼要增加到最少300個，而目前的基因數據亦無法與演化樹形圖兼容。

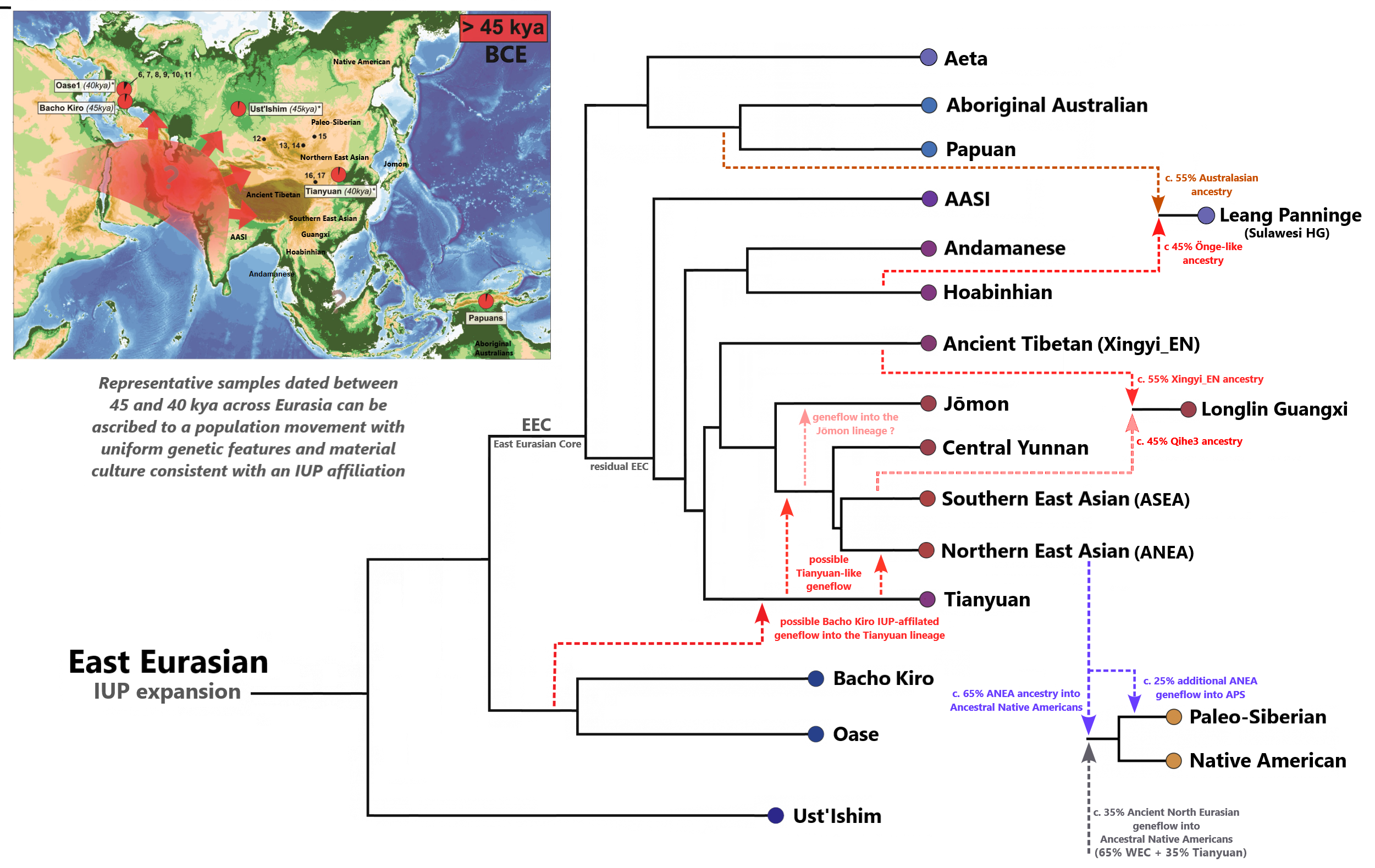
東歐亞人的分化。

最新的遺傳學研究，認為智人在出非洲後，首先在距今四萬到五萬年前，分化為西歐亞人(West Eurasian)與東歐亞人(East Eurasian)兩個人群，東歐亞人之後又分化成東亞人、大洋洲人群、古印度土著(AASI)、和平文化人群、繩紋人等人群。之後東亞人再分化成北東亞人與南東亞人，北東亞人是新石器黃河農夫、古東北亞人與新西伯利亞人的主要基因來源，而南東亞人是新石器長江農夫與現代東南亞人的主要基因來源。現代中國人是由北東亞人與南東亞人混合形成的。

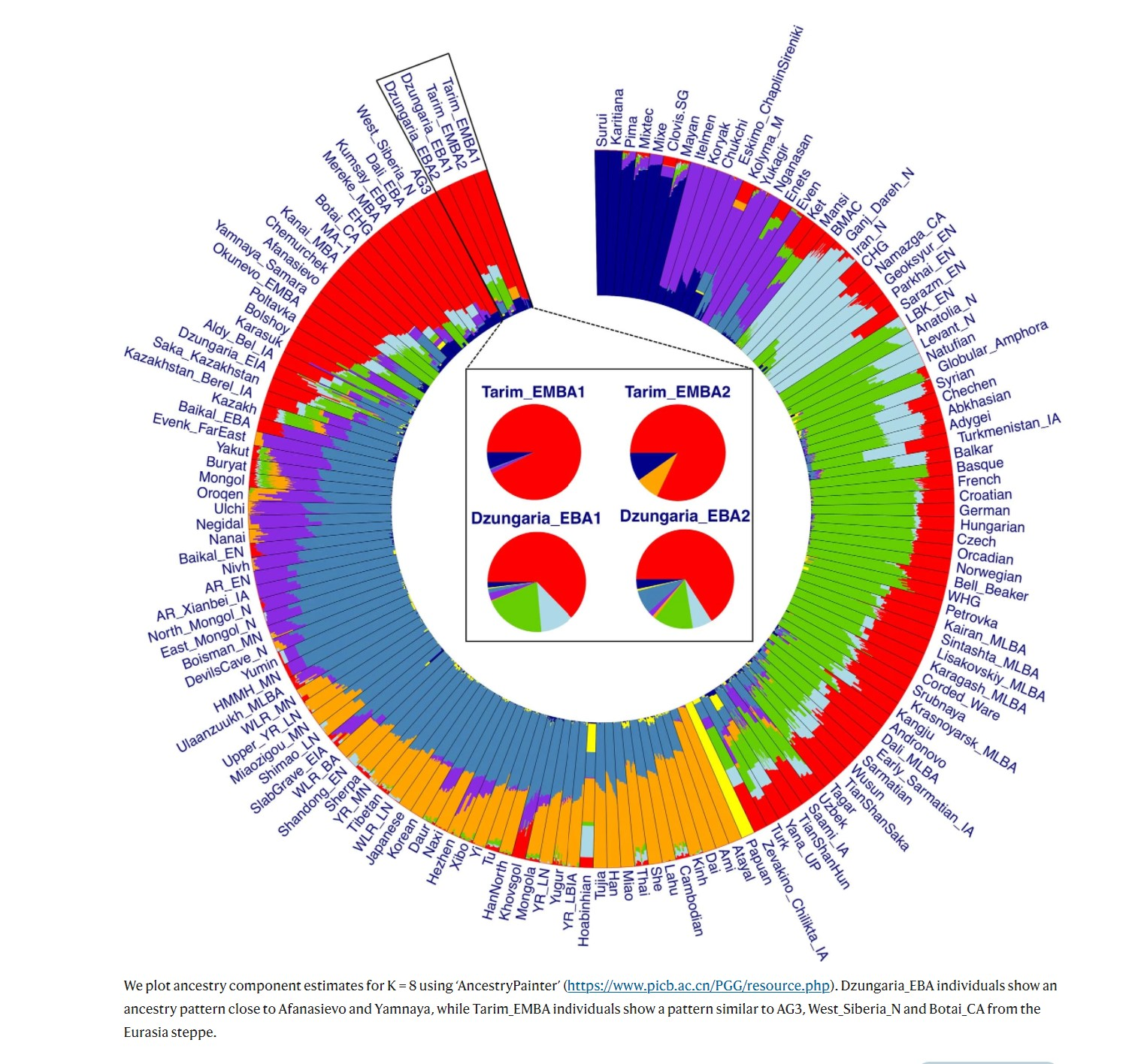
世界各民族的常染色體分析圖，藍色是北東亞相關成分，黃色是南東亞相關成分，紫色是古西伯利亞相關成分。顯示出現代東亞-東南亞人，在遺傳基因上高度類聚。與美洲原住民差異較大。

### 認知科學
最近幾十年，有些學者如理查·林恩（Richard Lynn）的研究卻指出東亞族群如華人、朝鮮人、日本人的智商測驗分數比西方人平均高5分左右，而東南亞人、西伯利亞人、美洲原住民的平均分數亦與西方人無異。然而有關此現象原因的研究卻在科學界引發起極大爭議，不過在美國大學入學試中的確存在拉高亞裔考生的分數或提高門檻等問題。而林恩有關東亞族群平均智商較高的成因所提出的理論，亦受到如詹姆斯·弗林（James Flynn）等反對者批评。
另有測試指出，東亞民族具有相对其他地區族群的較高平均智商測試分數，但此也可能是受到文化因素影響。。

## 唐氏綜合症患者的代名詞
在西方國家，类似于“Albinist”过去曾是用于形容患白化病的白人的隐语，「蒙古人种」（Mongoloid）也曾用于指唐氏综合症的患者。這些患者也常被稱作「蒙古白癡」（Mongolian idiocy）和「蒙古低能」（Mongolian imbecility）。之所以會被當作唐氏綜合症患者的代名詞，是因為唐氏綜合症患者總是單眼皮。這個贬义在1908年開始出現，直到1950年代仍作為醫學術語使用，至1961年被一班遺傳學專家棄用，並在權威性醫學期刊《刺針》上指出這個用法帶有誤導性的含義，建议改用Langdon-Down Anomaly、Down's Syndrome Anomaly或Congenital Acromicria取代Mongolism來指代唐氏綜合症。在西方世界，相关词句如「Mong」到20世紀後半仍是貶義詞被使用。
在21世紀的英語世界，「蒙古人種」（Mongoloid）已被認為是不可接受的詞彙，主要原因是這個詞彙本身帶有冒犯性和誤導性，會令人聯想到這些被稱為是「蒙古人種」（Mongoloid）的族群有唐氏綜合症或智力障礙，故目前已不常用。而這個術語的轉變是由科學界和醫學界，以及亞裔人士，包括蒙古國公民及蒙古族人，共同發起的。

## 分類
- 東亞人種
- 馬來人種
- 美洲印第安人種
- 西伯利亞原住民
- 圖蘭人種